# The Woman in Red
Pour le film dont le titre original est The Woman In Red, voir La Fille en rouge.
Albums de Stevie Wonder
Hotter than July
(1980) In Square Circle
(1985)
The Woman In Red est la deuxième bande originale signée Stevie Wonder sortie sur le label Motown en 1984 après Journey Through the Secret Life of Plants en 1979. Cet album inclus l'un des plus grands succès de la carrière de l'artiste, I Just Called to Say I Love You, avec lequel il a remporté l'Oscar de la meilleure chanson originale. On y trouve aussi Love Light in Flight (classé dans le top 20 du billboard américain) et Don't Drive Drunk. L'album a atteint la 4e place des charts américains et la seconde place au Royaume-Uni. Après Songs in the Key of Life et Hotter than July, Stevie Wonder atteint de nouveau la seconde place des charts anglais, ratant de peu la première place qu'il n'a jamais réussi à atteindre au cours de sa carrière.

## Titres
Toutes les chansons sont écrites et composées par Stevie Wonder, sauf mention contraire. It's You, Weakness et Moments Aren't Moments sont également chantées avec Dionne Warwick.
| No | Titre                           | Auteur                       | Durée |
| -- | ------------------------------- | ---------------------------- | ----- |
| 1. | The Woman In Red                |                              | 4:39  |
| 2. | It's You                        | Stevie Wonder/Dionne Warwick | 4:55  |
| 3. | It's More Than You              |                              | 3:15  |
| 4. | I Just Called to Say I Love You |                              | 6:16  |
| 5. | Love Light in Flight            |                              | 6:54  |
| 6. | Moments Aren't Moments          | Stevie Wonder/Dionne Warwick | 4:32  |
| 7. | Weakness                        | Stevie Wonder/Dionne Warwick | 4:13  |
| 8. | Don't Drive Drunk               |                              | 6:33  |